# Pickenia
Pickenia là một chi ốc biển nhỏ, là động vật thân mềm chân bụng sống ở biển trong họ Cingulopsidae.

## Các loài
Các loài trong chi Pickenia gồm có:
- Pickenia signyensis Ponder, 1983[2]